# Лужицкий буроугольный бассейн

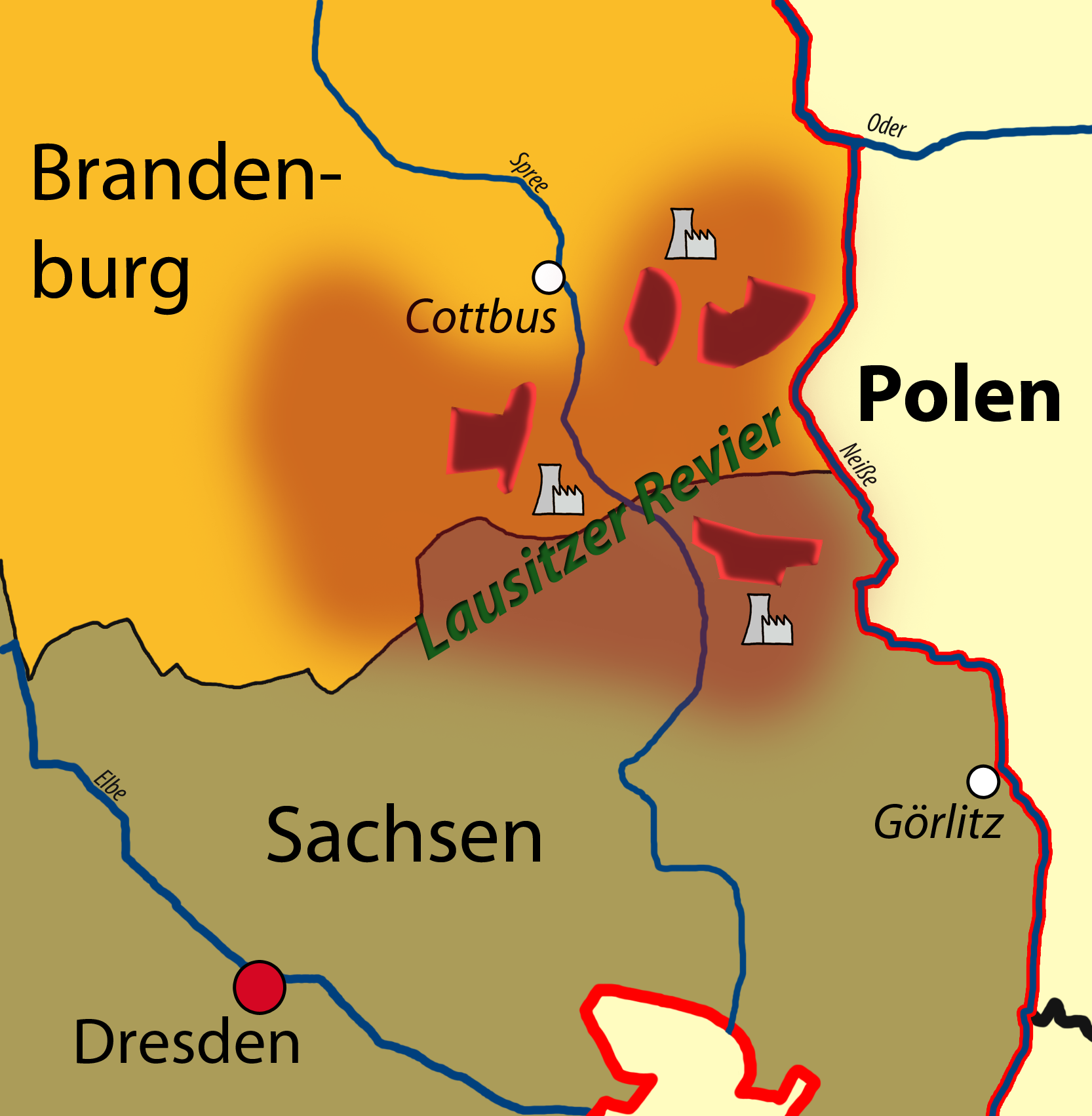

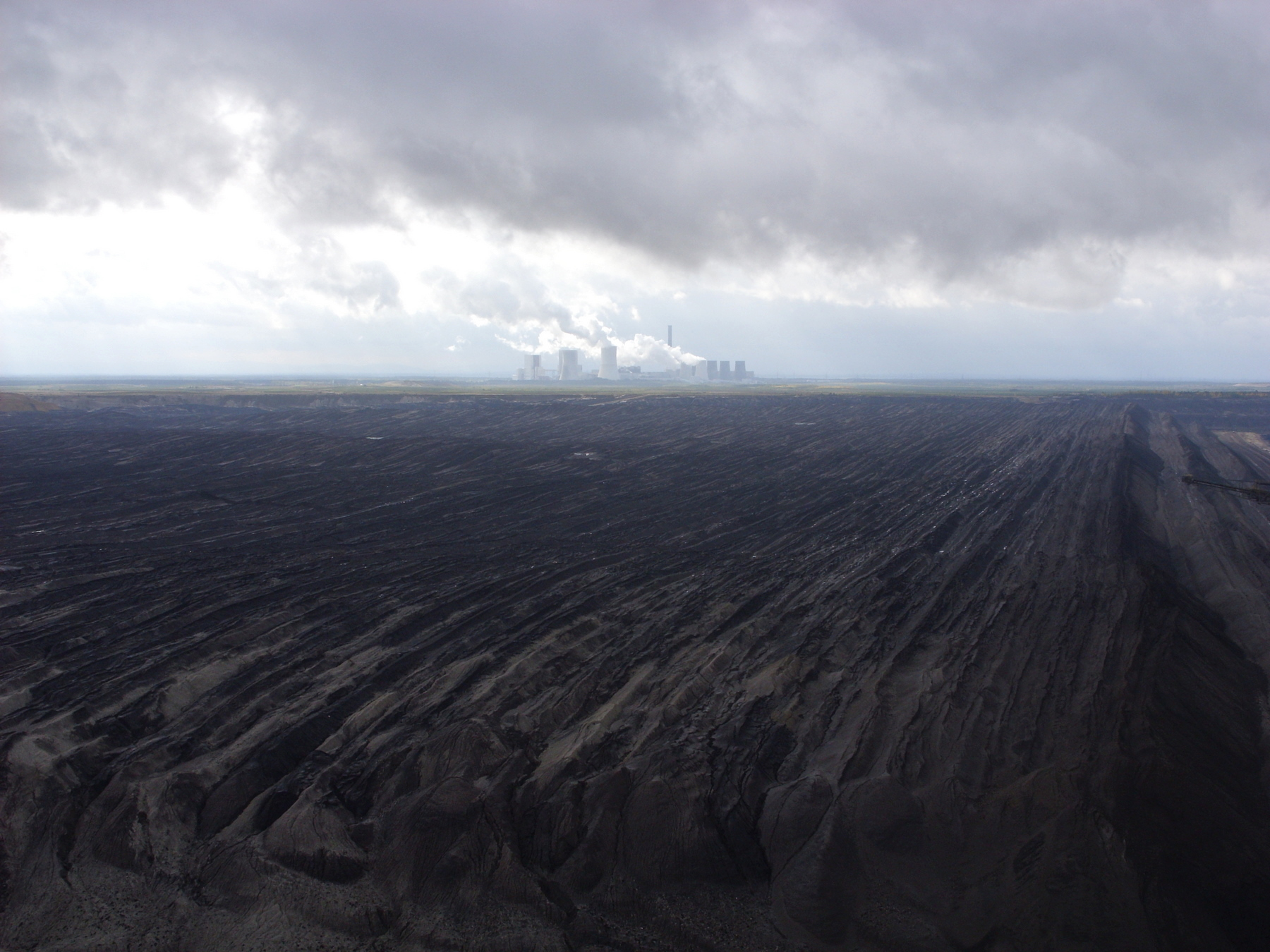
Поверхностная шахта

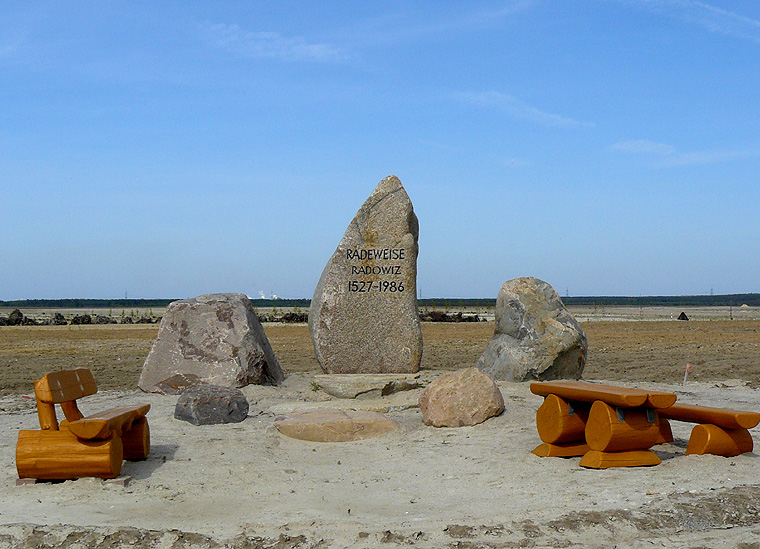
Памятный знак на месте разрушенной нижнелужицкой деревни Радовис

Лужицкий буроугольный бассейн (нем. Lausitzer Braunkohlerevier, в.-луж. Łužiski brunicowy rewěr) — месторождение бурого угля, расположенное в Германии на территории северо-восточной части земли Саксония и юго-восточной части земли Бранденбург. Названо по имени исторического региона Лужица. Район добычи угля производится на территории расселения автохтонного славянского населения, что негативно сказывается на социально-культурном положении этого народа, проживающего в основном в сельских населённых пунктах.
Бурый уголь, добываемый на месторождении, используется на электростанциях «Kraftwerk Jänschwalde» в Йеншвальде, Kraftwerk «Schwarze Pumpe» в Шпремберге, «Kraftwerk Boxberg» в Боксберге, на ТЭЦ «Heizkraftwerk Klingenberg» в берлинском районе Berlin-Rummelsburg и «Heizkraftwerk Chemnitz-Nord» в Хемнице.
Общая оценка месторождения оценивается в 11,8 миллиардов тонн. Уголь, добываемый в Саксонии содержит от 0,3 до 1,5 % серы. Теплотворная способность в брикетах составляет 20 Мдж на килограмм.
Первое историческое свидетельство о начале разработки месторождения относятся к 1789 году, когда был пробурён первый угольный пласт в деревне Лауххаммер-Митте (Lauchhammer-Mitte) в Нижней Лужице. В 1890 году открылась первая шахта. В 1898 году инженер Фриц фон Фридлаэнлер-Фулд впервые использовал роторный экскаватор при добыче угля в окрестности деревни Боквиц. В 1900 году в Берлине была основана добывающая кампания «Braunkohlen- und Brikett-Industrie AG», ставшая крупнейшей кампанией по добыче угля в Германии.
Между 1950—1989 годами бурый уголь составлял с понижением от 90 до 65 % потребления первичной энергии в ГДР. Добытый уголь использовался в промышленности, в домашних хозяйствах и экспортировался.
В 1988 году было добыто 200 миллионов тонн. В 1989 году при добыче угля было задействовано 79 тысяч человек. В 2014 году в угольной промышленности работало 1,1 % от общей численности населения федеральных земель Бранденбург и Саксония.
Активная разработка месторождения во времена ГДР привела к изменению территории традиционного расселения лужичан. Добыча угля привела к уничтожению больших площадей сельскохозяйственных угодий, которые были основой культурно-социальной жизни лужицкого народа. Было разрушено около ста сельских населённых пунктов и население этих деревень, в основном серболужицкое, было расселено в немецкоязычных городах, что привело впоследствии к активной и скорой ассимиляции значительного числа лужичан среди немецкого населения.